# Västerkallan
Västerkallan är en ö i Finland. Den ligger i Norra kvarken och i kommunen Malax i den ekonomiska regionen  Vasa i landskapet Österbotten, i den västra delen av landet. Ön ligger omkring 46 kilometer väster om Vasa och omkring 390 kilometer nordväst om Helsingfors.
Öns area är 0,2 hektar och dess största längd är 90 meter i sydöst-nordvästlig riktning.